# Salvatore
Salvatore is een stripreeks die begonnen is in januari 2005 met Nicolas De Crécy als schrijver en tekenaar. De reeks wordt uitgegeven bij Dupuis.

## Albums
1. Middelen van vervoering